# Meoneura moravica
Meoneura moravica is een vliegensoort uit de familie van de Carnidae. De wetenschappelijke naam van de soort is voor het eerst geldig gepubliceerd in 1981 door Gregor & Papp.